# Памятник Г. К. Жукову (Екатеринбург)
Па́мятник ма́ршалу Жу́кову — конная статуя советскому полководцу Георгию Жукову в Екатеринбурге. Установлен 8 мая 1995 года перед зданием штаба Центрального (на тот момент Уральского) военного округа. В 2021 году рядом с ней был открыт ещё один скульптурный памятник Жукову, изображающий полководца сидящим в автомобиле.

## История
С 1948 по 1953 год четырежды Герой Советского Союза Георгий Константинович Жуков проживал в Свердловске, где он командовал войсками Уральского военного округа. При нём второстепенный Уральский округ стал одним из лучших в СССР. Жукова многое связывало со Свердловской областью: в ней он избирался депутатом Верховного Совета СССР, поддерживал добрые отношения с уральским писателем Павлом Бажовым; именно в Свердловске он встретил свою последнюю любовь и жену — Галину Семёнову. Вернувшись в Москву, Г. К. Жуков был назначен первым замминистра, а затем и министром обороны СССР.
Памятник Георгию Жукову был возведён по инициативе ветеранов Великой Отечественной войны в знак благодарности и уважения к великому полководцу.
Над памятником работали скульптор Константин Грюнберг и архитекторы Геннадий Белянкин и Сергей Гладких. Отлит он был на Уралмашзаводе. Работа длилась около четырёх лет и осуществлялась на народные пожертвования.
Долгое время памятник не принимала государственная комиссия, высказывая сомнения в устойчивости скульптуры. Тогда мастера «Уралмашзавода» поставили памятник на голову, продемонстрировав тем самым устойчивость и получив добро на установку.
Памятник был торжественно открыт 8 мая 1995 года — в преддверии празднования 50-летней годовщины Великой Победы, и стал одним из значимых символов Екатеринбурга.
1 декабря 2021 года в день в честь 125-летия со дня рождения Г. К. Жукова перед зданием УрВО со стороны перекрёстка с ул. Бажова был открыт другой памятник, в композиции которого запечатлён момент, когда Жуков подъезжает на ленд-лизовском Виллисе к зданию, где его встречает начальник штаба УрВО генерал-лейтенант Л. С. Сквирский.

## Описание
Памятник представляет собой бронзовую конную скульптуру полководца установленную на овальном гранитном постаменте, украшенном барельефами военной тематики. Скульптор изобразил Жукова в парадном мундире на вздыбленном коне, держащим его за сбрую. На груди маршала размещены ордена и медали, в том числе два Георгиевских креста за храбрость, хотя изображать такие награды на монументах было не принято.
Общая высота памятника составляет восемь метров, вес — 17,5 тонн. Прочность монументу обеспечивает монолитность задних ног коня.
Табличка на постаменте гласит: «Жукову Г. К., солдату и маршалу от уральцев».
Памятник стал первым в современной истории Екатеринбурга освящённым православной церковью. В любое время года у подножия памятника лежат свежие цветы.

## Галерея
- Ночью, на фоне здания штаба ЦВО
- Вид снизу
- Вид памятника сбоку